# アヴィア B-534
アヴィア B-534
アヴィア B-534 後期型
- 用途：戦闘機
- 設計者：フランティセク・ノヴォトニー（チェコ語版）
- 製造者：アヴィア・モータース
- 運用者：チェコスロバキア軍、ブルガリア軍、ドイツ軍、スロバキア軍
- 初飛行：1933年9月（B-534試作初号機）
- 運用状況：退役

アヴィア B-534（Avia B-534）は、チェコスロバキアのアヴィア社が1930年代に開発した単発複葉戦闘機。開発当時としては重武装かつ高性能な機体で、全盛期には「ヨーロッパ最高の戦闘機」と称された。ナチス・ドイツによるチェコスロバキア解体当時はチェコスロバキア空軍の主力戦闘機であった。輸出も行われており、第二次世界大戦で実戦に参加している。

## 概要
フランティセク・ノヴォトニー博士らのチームが開発した機体で、原型であるB-34は1932年4月に登場した。改良型となるB-534は1933年9月に試作初号機が初飛行を行い、その後2機の試作機が競作機との審査を受け、優秀な性能が認められて量産が開始された。複葉戦闘機としては最後期の機体であり、1937年のチューリッヒ国際飛行大会ではドイツのメッサーシュミットBf109に次ぐ成績を見せ、複葉戦闘機としては最高であった。

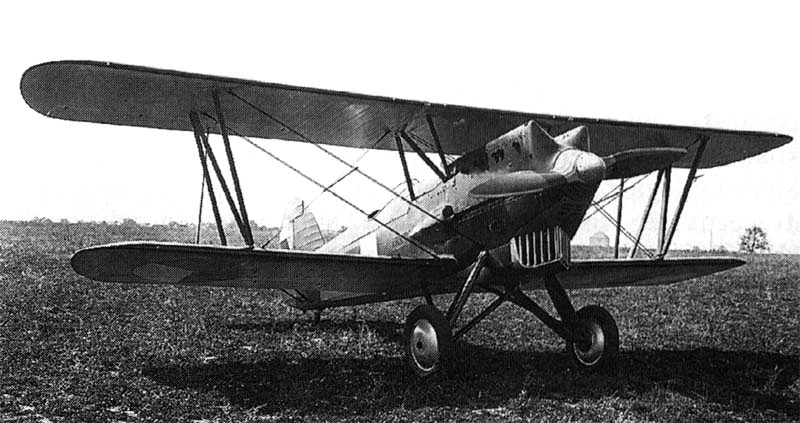
原型となったB-34

胴体は鋼管をワイヤで補強したトラス構造であり、前部のみ金属張りでその他は羽布張りであった。主翼は主として鋼鉄製である。脚は固定式で、冬季用にスキーを取り付けることが可能だった。総生産数は諸説あり、600機近くとされている。

## 運用史
1939年3月のスロバキア・ハンガリー戦争では、スロバキア軍のB-534がハンガリー軍と交戦したが、ハンガリー軍のフィアットCR.32には運動性能で及ばなかった。チェコスロバキア解体後まもない当時のスロバキア軍航空部隊は、多数のチェコ人飛行士が他国に流出するなど士気は低く定数も充足していない状態であったため2日程度の戦闘で敗れており、B-534の戦績も芳しいものではなかった。
第二次世界大戦では、枢軸国側に立ったスロバキア軍やブルガリア軍でB-534が使用された。スロバキア軍の機体は、独ソ戦の初期に多数が投入されたが、1942年中ごろには一線を退いた。ブルガリア軍の機体は、1943年8月に行われたアメリカ軍によるルーマニアのプロイエシュティ製油施設への爆撃において、帰投するB-24爆撃機隊に迎撃を行ったものの、勝負にならなかった。ドイツ軍でも、チェコスロバキア解体時に接収した機体をグライダー曳航機などとして使用したほか、珍しい用途として空母「グラーフ・ツェッペリン」の搭乗員育成のため発着艦訓練にも使用された。また、1944年のスロバキア民衆蜂起では、反乱軍側が3機のB-534を使用したが、2機は空襲で破壊され、1機はドイツ軍に包囲されたのち反乱軍によって処分されたという。

## 型式

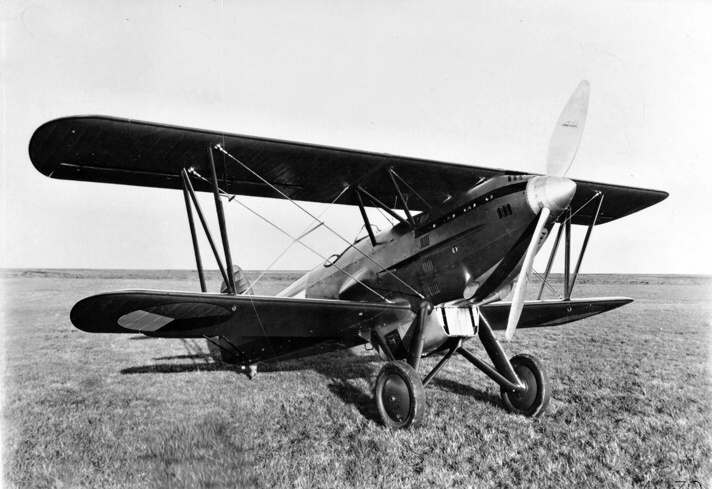
B-534-I

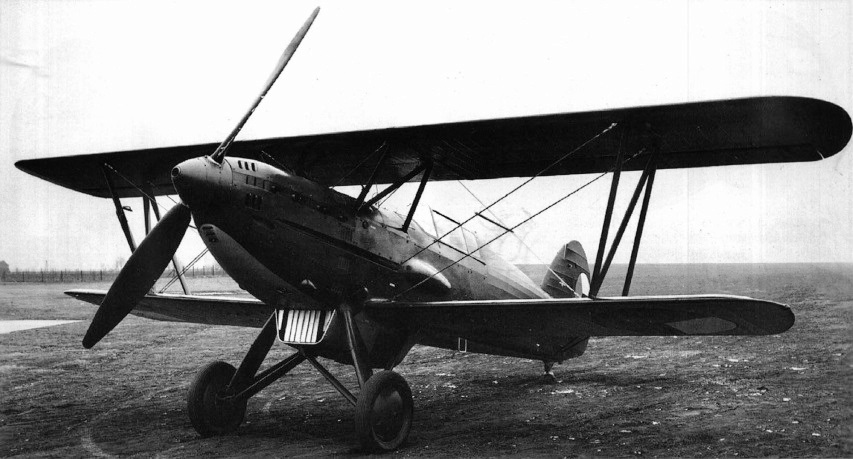
Bk-534

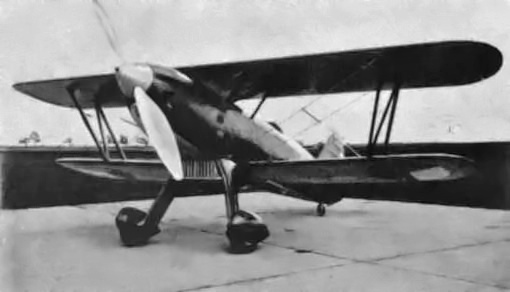
B-634

- B-34：1932年4月に登場したB-534の前身で、少数が生産された[2][4]。チェコスロバキア軍では1934年に12機が配備され、1937年には練習機となった[4]。
- B-534-I：B-34のエンジンを換装した改良型で、1934年から生産された[2][4]。開放式のコクピットを持ち、武装は胴体側面に7.7mm機関銃2丁、主翼下に2丁の計4丁に強化されている[2][3]。
- B-534-II：細部が異なる改良型で、機関銃配置が胴体側面に4丁となった[2][3]。
- B-534-III：細部が異なる改良型で、キャブレターの位置が変更された[2][3]。
- B-534-IV：1935年から生産された改良型で、スライド式キャノピーを装備した[2]。第二次世界大戦開戦当時の主力型[3]。
- Bk-534：量産機としては最終型で、エンジンがイスパノ・スイザ12Ycrsとなり、金属製プロペラを採用、武装は20mmモーターカノン1丁と胴体側面機関銃2丁になった[2][3]。
- B-634：1936年に1機のみ生産された[2]。

## 要目（B-354-IV）
- 乗員：1名[2]
- 全長：8.18 m[2]
- 全幅：9.4 m[2]
- 全高：3.1 m[2]
- 主翼面積：23.56 m2[2]
- 自重：1,460 kg[2]
- 最大離陸重量：2,120 kg[2]
- エンジン：アヴィア（イスパノ・スイザ）12Ydrs（液冷V型12気筒、850hp）×1[2]
- 最大速度：394 km/h（高度4,400m）[2]
- 実用上限高度：10,600 m[2]
- 上昇力：5,000mまで4分28秒[2]
- 航続距離：580 km[2]
- 武装：7.7mm機関銃×4丁（後にモデル30（チェコ語版） 7.92mm機関銃に換装）、20kg爆弾×6発[2]